# Аљма (река)
Аљма (рус. Альма укр. Альма) је река на Криму, у Украјини. Река је дуга 84 km, са површином слива од 635 km². Улива се у Црно море. У доњем делу тока се користи за наводњавање.
За време Кримског рата, после победе над руском војском на реци Аљми 20. новембра 1845, Французи, Енглези и Турци опседали су Севастопољ.